# Love Dealer
Love Dealer è un brano musicale della cantante olandese Esmée Denters, estratto come terzo singolo promozionale dal suo album di debutto Outta Here. È stato pubblicato il 4 maggio 2010 negli Stati Uniti. Nel Regno Unito è stato invece pubblicato l'11 luglio dello stesso anno nel formato di download digitale e il 12 luglio come CD singolo sotto un'etichetta discografica differente. È stato prodotto da Justin Timberlake e Stargate ed è stato scritto da Esmée Denters, Justin Timberlake e Stargate.
Il video musicale del brano è stato filmato a Los Angeles ed è stato diretto da Emmett e Brendan Malloy. Sia Esmée Denters che Justin Timberlake appaiono nel video, che è stato filmato il 18 marzo 2010. Il video è stato pubblicato il 28 aprile 2010 sul sito ufficiale della cantante. Esmée e Justin hanno inoltre partecipato a un'intervista in televisione nella trasmissione Entertainment Tonight.
La canzone ha fatto il suo debutto nella classifica americana delle canzoni dance alla posizione numero 44 nella settimana del 3 luglio 2010 e ha raggiunto la dodicesima. Anche nei Paesi Bassi il singolo è arrivato sino a questa posizione. Ha inoltre trascorso una settimana sulla classifica del Regno Unito alla sessantottesima posizione e ha avuto un discreto successo nelle Fiandre, dove non ha superato la cinquantatreesima posizione.

## Classifiche
| Classifica (2010)                  | Posizione massima |
| ---------------------------------- | ----------------- |
| Belgio (Fiandre)                   | 53                |
| Paesi Bassi                        | 12                |
| Regno Unito                        | 68                |
| U.S. Billboard Hot Dance Club Play | 9                 |

## Pubblicazione
| Paese       | Data           | Formato           | Etichetta |
| ----------- | -------------- | ----------------- | --------- |
| Stati Uniti | 4 maggio 2010  | Download digitale | Tennman   |
| Stati Uniti | 25 maggio 2010 | Airplay           | Tennman   |
| Regno Unito | 11 luglio 2010 | Download digitale | Polydor   |
| Regno Unito | 12 luglio 2010 | CD                | Polydor   |